# Dyspanopeus sayi
Dyspanopeus sayi là một loài cua bùn có nguồn gốc từ bờ biển Đại Tây Dương của Bắc Mỹ. Nó cũng đến một số vùng khác, ở bên tàu Swansea từ 1960, Địa Trung Hải từ thập kỷ 1970, Biển Bắc từ 2007 và Biển Đen từ 2010. Chiều rộng mai có thể đạt 20 mm (0,8 in), và hai càng không bằng nhau. Nó ăn thân mềm hai mảnh vỏ và hà, nhiều loài ăn D. sayi, ví dụ cua xanh Đại Tây Dương (Callinectes sapidus). Đẻ trứng từ mùa hè đến mùa xuân, cua non đạt thành thục sinh sản vào mùa hè năm sau, mỗi cá thể có thể sống hai năm. Họ hàng gần nhất với D. sayi là D. texanus sống ở Vịnh Mexico; hai loài khác nhau ở đặc điểm cơ quan sinh sản và cặp chân đi cuối cùng.

## Mô tả
Dyspanopeus sayi là loài cua nhỏ, bề ngoài tương tự Eurypanopeus depressus. Chiều rộng mai tối đa 20 mm (0,8 in), con cái trưởng thành mai rộng 6,1 milimét (0,24 in). Mai có sáu cạnh, rộng khoảng 1.3–1.4 lần dài và khá lồi. Hai càng không tương xứng: càng phải lớn hơn càng trái. Mai có màu ôliu-lục tới nâu, mút càng màu đen.

## Phân bố
Phạm vi tự nhiên của D. sayi kéo dài từ Baie des Chaleurs (miền đông Canada) tới Florida Keys (miền nam-đông Hoa Kỳ), nơi nó sống ở vùng ở độ sâu tối đa 46 mét (151 ft). Nó có thể chịu được nhiều mức nhiệt độ và độ mặn.
D. sayi cũng được ghi nhận ở nhiều vùng thuộc châu Âu. Lần đầu ở các bến tàu Swansea, Nam Wales (Vương Quốc Liên hiệp Anh và Bắc Ireland) năm 1960, và nhà khoa học E. Naylor, người báo cáo sự xuất hiện này, cho rằng "không nghi ngờ" gì loài này đã vượt Đại Tây Dương nhờ tàu biển. Ghi nhận lần đầu ở Địa Trung Hải là vào năm 1993, chúng được phát hiện ở phá Venezia (miền bắc-đông Ý), dù chúng có lẽ đã sống ở đây từ cuối thập kỷ 1970. Năm 2007, D. sayi được ghi nhận ở vùng bờ biển Biển Bắc thuộc Hà Lan. Nó được phát hiện ở Biển Đen năm 2010, sống ở bến tàu Constanța (Romania), và châu thổ Ebro thuộc Biển Balear (miền tây Địa Trung Hải) năm 2012.

## Sinh thái
Dyspanopeus sayi sống chủ yếu ở đáy bùn, ở nó ăn thân mềm hai mảnh vỏ. Trong mô trường bản địa, nó trốn kẻ săn mồi là Callinectes sapidus trong các bầy polychaete. Nó là thiên địch quan trọng của Mercenaria mercenaria, ở vịnh Narragansett, và Balanus improvisus ở vịnh Delaware. Tại Biển Adriatic, nó được quan sát ăn Chamelea gallina, và Musculista senhousia.